# Pandeiro

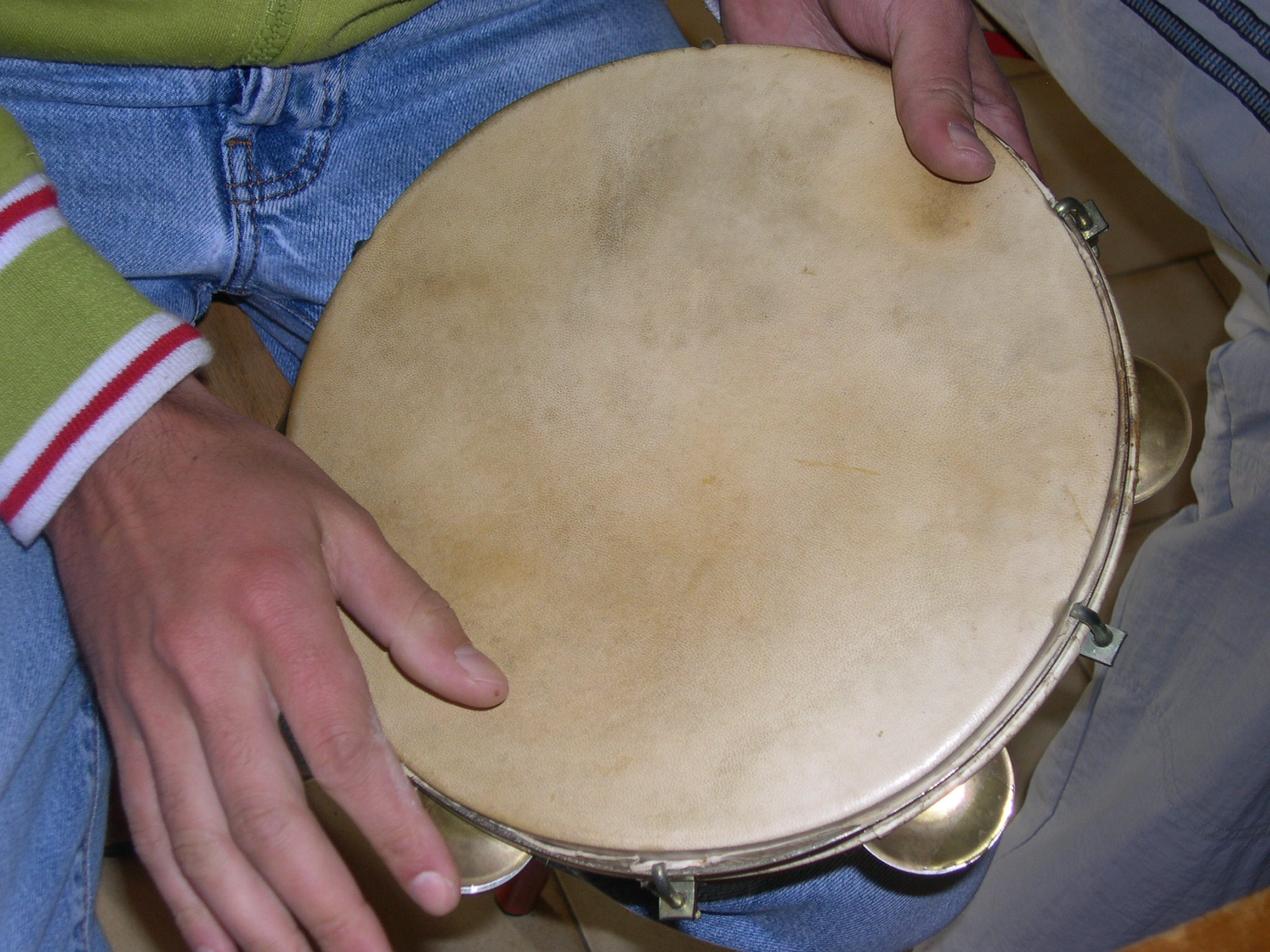
Pandeiro

Pandeiro – instrument muzyczny wykorzystywany w capoeira.

## Budowa
Budową zbliżony do tamburynu. Instrumenty różnią się jednak brzmieniowo, dzwonki wykonane są w sposób, który umożliwia uzyskanie brzmień krótszych, bardziej wyrazistych, co pomaga klarowności gry przy wykonywaniu szybkich, skomplikowanych figur rytmicznych.

## Gra
Grający podczas gry wykorzystuje obydwie dłonie. Najczęściej dłoń wolną od trzymania, w tym: koniuszki palców (pojedyncze uderzenia lub efekt tremolo), kciuk (uderzenie 'otwarte' nisko brzmiące nie tłumionie i uderzenie 'zamknięte', gdzie palec trzymającej dłoni tłumi od wewnątrz wibracje membrany nadając mu wysoko brzmiące, akcentowane uderzenia, całą i dolną powierzchnią dłoni i wykorzystanie tarcia wprowadzając w ruch pojedynczy palec wzdłuż średnicy, jednocześnie dociskającego nieznacznie membrany, efekt zagęszczenia ilości uderzeń powodujący brzmienie charakterystyczne dla całej rodziny tamburynów.